# Lepidomeda
Lepidomeda és un gènere de peixos de la família dels ciprínids i de l'ordre dels cipriniformes.

## Taxonomia
- Lepidomeda albivallis (Miller & Hubbs, 1960)
- Lepidomeda altivelis (Miller & Hubbs, 1960) †
- Lepidomeda mollispinis (Miller & Hubbs, 1960)
- Lepidomeda vittata (Cope, 1874)[2][3][4][5][6]